# Barbara Kranz
Barbara Kranz (* 1. Juli 1968 in Frankfurt am Main) ist eine deutsche Werbe- und Spielfilmproduzentin.

## Leben
Kranz lebt seit 1989 in Berlin. Sie studierte dort Gesellschafts- und Wirtschaftskommunikation an der Hochschule der Künste (HdK – heute Universität der Künste UdK). Danach arbeitete sie im TV Department bei DDB Needham, New York und war Redaktionsassistentin und freie Autorin beim SFB Fernsehen für die Jugendsendung „Moskito“. 1995–2002 war Kranz als Executive Producer auch teilhabende Geschäftsführerin der Laszlo Kadar Film Werbefilmproduktion in Hamburg.
Ab 2003 war Kranz Geschäftsführerin der Telemaz Commercials Berlin. 2007 produzierte sie die Viral-Kampagne „Horst Schlämmer macht Führerschein“ („Schlämmers Quest“) für Volkswagen mit Hape Kerkeling. Diese Kampagne war eine der höchst dekorierten Werbekampagnen in Deutschland und bekam beim Art Directors Club (ADC) insgesamt 7 × Gold und 1 × Silber, beim Werbefilmfestival in Cannes Silber und Bronze und beim Londoner Eurobest Festival den Media Grand Prix, sowie 2 × Gold und 1 × Silber. 2009 produzierte Barbara Kranz ihren ersten Kinofilm für die „Bluverde Filmproduktion“ mit Regisseur und Produzent Angelo Colagrossi Horst Schlämmer – Isch Kandidiere.
Im Jahr 2010 hat Barbara Kranz im Auftrag von Bluverde die RTL-Show Hapes zauberhafte Weihnachten produziert und dafür 2011 den Comedy Preis in der Kategorie „Bestes Comedy Event“ erhalten.
Barbara Kranz gründete 2011 mit zwei Partnern die Filmproduktion Bubbles Film GmbH mit Standorten in Berlin und Hamburg. Kranz produzierte mit Bubbles Film den Langfilm O Mein Gott (Regie: Steffen Heidenreich). O Mein Gott wurde 2020 beim Barcelona Planet-Film-Festival nominiert.
2023 war Bubbles Film auf Platz 7 im Horizont Ranking der Werbefilmproduktion in Deutschland.